# Майкл Оуен
Майкл Оуен (англ. Michael Owen; 14 грудня 1979 року, Честер) — колишній англійський футболіст.

## Кар'єра
Майкл Оуен народився 14 грудня 1979 року в місті Честер, на заході Англії. В 11-річному віці він забив за команду школи «Deeside Primary School» 79 голів у чемпіонаті північного Уельсу. Попередній рекорд належав Іанові Рашу — 72 м'ячі. Оуеном почали цікавитися «Арсенал», «Челсі», «Манчестер», але він вибрав «Ліверпуль». У травні 1996 року він разом з «Ліверпулем» виграв молодіжний Кубок Англії і підписує професіональний контракт. Дебют у сезоні 1996/97 відбувся лише у травні, але відразу ж в першому матчі Оуен забив свій перший гол — 6 травня у виїзній грі проти «Вімблдона». Того сезону він зіграв лише 3 матчі, а з наступного став основним нападником команди.
11 лютого 1998 року, вийшовши на матч проти збірної Чилі, Майкл Оуен стає наймолодшим дебютантом збірної Англії у XX сторіччі, а 14 лютого забиває свій перший хет-трик у Прем'єр-лізі (у ворота «Шеффілд Венсдей»). Після закінчення сезону 1997/98 він з показником 18 голів стає найкращим бомбардиром «Ліверпуля». Протягом наступних шести сезонів Майкл щороку ставатиме найрезультативнішим гравцем у складі «червоних».
27 травня 1998 року він став наймолодшим футболістом, який забив гол за національну збірну Англії (перемога 1:0 над Марокко). Завдяки таким вдалим виступам Майкл зумів потрапити до англійської заявки на Чемпіонат світу 1998 у Франції. У перших двох матчах Оуен виходив лише на заміни, у нападі грали капітан Алан Ширер і досвідчений 32-річний Тедді Шерінгем. Вийшовши у другому матчі (програному румунам 1:2) він за 17 хвилин зумів забити гол і наступну гру розпочав вже у стартовому складі. Тедді Шерінгем просидів на лаві запасних до кінця чемпіонату. Виграний матч проти Колумбії вивів Англію в 1/8 фіналу на Аргентину. У грі проти аргентинців сталося два найяскравіші епізоди. Першим був гол Майкла Оуена на 16 хв., забитий після того як він на великій швидкості минув захисників Аялу та Шамота і пробив повз воротаря. На перерву команди пішла за нічийного рахунку 2:2. А на початку другого тайму Девід Бекгем, лежачи на землі, зумисне вдарив аргентинця Дієго Сімеоне. Бекгема вилучили, Англія програла у серії післяматчевих пенальті і вибула з чемпіонату світу. У грудні 1998 року «Бі-Бі-Сі» назвало Майкла Оуена «спортсменом року».
Сезон 1998/99 він знову завершив найкращим бомбардиром чемпіонату Англії. Євро-2000 збірна Англії провалила, програвши всі три гри. А сезон 2000/01 став одним з найкращих у кар'єрі Майкла Оуена і «Ліверпуля». У лютому команда виграв Кубок ліги (Оуен був запасним). У травні 2001 року «Ліверпуль» завдяки двом голам Оуена перемагає «Арсенал» у фіналі Кубка Англії 2:1, а через кілька днів виграє фінал Кубка УЄФА у іспанського «Алавеса» з рахунком 5:4. Наступний сезон нападник розпочав з хет-трика фінському клубу «Хака» у кваліфікації Ліги Чемпіонів. У серпні 2001 р. він забив і в Суперкубку Англії (перемога 2:1 над «МЮ») і в Суперкубку УЄФА (виграний матч проти «Баварії» 3:2). 1 вересня Майкл Оуен забив 3 голи у грі за збірну Англії проти Німеччини (у групі німці посядуть друге місце і будуть грати у плей-оф проти України). У грудні 2001 року він отримав «Золотий м'яч».
Навесні 2003 року Оуен забиває 100-й гол у вищій лізі, а через рік стає восьмим гравцем в історії «Ліверпуля», який зміг забити понад 150 голів. Влітку 2004 року Майкл перейшов до мадридського «Реалу». Там він не зміг закріпитися у стартовому складі і повернувся грати до Англії — за «Ньюкасл». Важка травма на чемпіонаті світу 2006 змусила Оуена покинути поле і пропустити 8 місяців. Перший матч після пошкодження він зіграв лише в квітні 2007 р.
Майкл Оуен — четвертий найкращий бомбардир за всю історію англійської збірної.

## Цікаві факти
- Його батько, колишній футболіст Террі Оуен свого часу зіграв 2 матчі за команду «Евертон» — одвічного суперника «Ліверпуля».
- Перед фіналом Кубка УЄФА головний тренер Жерар Ульє попросив Оуена вдягти ту ж пару бутсів, у яких він двічі забив «Арсеналу» у фіналі Кубка Англії. «Ліверпуль» виграв Кубок УЄФА перемігши 5:4.
- Перу Майкла Оуена належить автобіографічна книжка «Перезавантаження: Моє життя. Мій час» (англ. Reboot: My Life, My Time), в якій він наводить багато цікавих фактів зі своєї спортивної кар'єри.[1]

## Титули та досягнення
- Чемпіон Англії (1):

«Манчестер Юнайтед»: 2010–11
- Володар Кубка Англії (2):

«Ліверпуль»: 2000–01
- Володар Кубка Футбольної ліги (3):

«Ліверпуль»: 2000–01, 2002–03: «Манчестер Юнайтед»: 2009–10
- Переможець Кубка УЄФА (1):

«Ліверпуль»: 2000-01
- Володар Суперкубка УЄФА (1):

«Ліверпуль»: 2001
- Володар Суперкубка Англії (2):

«Ліверпуль»: 2001: «Манчестер Юнайтед»: 2010
- Найкращий молодий футболіст чемпіонату Англії (1998)
- найкращий бомбардир чемпіонату Англії (1998, 1999)
- володар Золотого м'яча (2001)

## Статистика виступів

### Статистика клубних виступів
| Сезон                        | Команда                      | Чемпіонат                    | Чемпіонат | Чемпіонат | Національний кубок | Національний кубок | Національний кубок | Континентальні кубки | Континентальні кубки | Континентальні кубки | Інші змагання | Інші змагання | Інші змагання | Разом | Разом |
| Сезон                        | Команда                      | Ліга                         | Ігор      | Голів     | Ліга               | Ігор               | Голів              | Ліга                 | Ігор                 | Голів                | Ліга          | Ігор          | Голів         | Ігор  | Голів |
| ---------------------------- | ---------------------------- | ---------------------------- | --------- | --------- | ------------------ | ------------------ | ------------------ | -------------------- | -------------------- | -------------------- | ------------- | ------------- | ------------- | ----- | ----- |
| 1996–97                      | «Ліверпуль»                  | ПЛ                           | 2         | 1         | КА+КЛ              | 0                  | 0                  | -                    | -                    | -                    | -             | -             | -             | 2     | 1     |
| 1997–98                      | «Ліверпуль»                  | ПЛ                           | 36        | 18        | КА+КЛ              | 0+4                | 4                  | КУЄФА                | 4                    | 1                    | -             | -             | -             | 44    | 23    |
| 1998–99                      | «Ліверпуль»                  | ПЛ                           | 30        | 18        | КА+КЛ              | 2+2                | 2+1                | КУЄФА                | 6                    | 2                    | -             | -             | -             | 40    | 23    |
| 1999–00                      | «Ліверпуль»                  | ПЛ                           | 27        | 11        | КА+КЛ              | 1+2                | 0+1                | -                    | -                    | -                    | -             | -             | -             | 30    | 12    |
| 2000–01                      | «Ліверпуль»                  | ПЛ                           | 28        | 16        | КА+КЛ              | 5+2                | 3+1                | КУЄФА                | 11                   | 4                    | -             | -             | -             | 46    | 24    |
| 2001–02                      | «Ліверпуль»                  | ПЛ                           | 29        | 19        | КА+КЛ              | 2+0                | 2                  | ЛЧ                   | 10                   | 5                    | СА            | 2             | 2             | 43    | 28    |
| 2002–03                      | «Ліверпуль»                  | ПЛ                           | 35        | 19        | КА+КЛ              | 2+4                | 0+2                | ЛЧ+КУЄФА             | 12                   | 7                    | СА            | 1             | 0             | 54    | 28    |
| 2003–04                      | «Ліверпуль»                  | ПЛ                           | 29        | 16        | КА+КЛ              | 3+0                | 1                  | КУЄФА                | 6                    | 2                    | -             | -             | -             | 38    | 19    |
| Разом за «Ліверпуль»         | Разом за «Ліверпуль»         | Разом за «Ліверпуль»         | 216       | 118       |                    | 29                 | 17                 |                      | 49                   | 21                   |               | 3             | 2             | 274   | 158   |
| 2004–05                      | «Реал Мадрид»                | ПД                           | 36        | 13        | КІ                 | 4                  | 2                  | ЛЧ                   | 5                    | 1                    | -             | -             | -             | 45    | 16    |
| 2005–06                      | «Ньюкасл Юнайтед»            | ПЛ                           | 12        | 7         | КА+КЛ              | 0                  | 0                  | -                    | -                    | -                    | -             | -             | -             | 12    | 7     |
| 2006–07                      | «Ньюкасл Юнайтед»            | ПЛ                           | 3         | 0         | КА+КЛ              | 0                  | 0                  | -                    | -                    | -                    | -             | -             | -             | 3     | 0     |
| 2007–08                      | «Ньюкасл Юнайтед»            | ПЛ                           | 29        | 11        | КА+КЛ              | 3+1                | 1+1                | -                    | -                    | -                    | -             | -             | -             | 33    | 13    |
| 2008–09                      | «Ньюкасл Юнайтед»            | ПЛ                           | 28        | 8         | КА+КЛ              | 2+2                | 0+2                | -                    | -                    | -                    | -             | -             | -             | 32    | 10    |
| Разом за «Ньюкасл Юнайтед»   | Разом за «Ньюкасл Юнайтед»   | Разом за «Ньюкасл Юнайтед»   | 72        | 26        |                    | 8                  | 4                  |                      | -                    | -                    |               | -             | -             | 80    | 30    |
| 2009–10                      | «Манчестер Юнайтед»          | ПЛ                           | 19        | 3         | КА+КЛ              | 1+4                | 0+2                | ЛЧ                   | 6                    | 4                    | СА            | 1             | 0             | 31    | 9     |
| 2010–11                      | «Манчестер Юнайтед»          | ПЛ                           | 11        | 2         | КА+КЛ              | 2+1                | 1+2                | ЛЧ                   | 2                    | 0                    | СА            | 1             | 0             | 16    | 5     |
| 2011–12                      | «Манчестер Юнайтед»          | ПЛ                           | 1         | 0         | КА+КЛ              | 0+2                | 3                  | ЛЧ                   | 1                    | 0                    | СА            | 0             | 0             | 4     | 3     |
| Разом за «Манчестер Юнайтед» | Разом за «Манчестер Юнайтед» | Разом за «Манчестер Юнайтед» | 31        | 5         |                    | 10                 | 8                  |                      | 9                    | 4                    |               | 2             | 0             | 51    | 17    |
| 2012–13                      | «Сток Сіті»                  | ПЛ                           | 8         | 1         | КА+КЛ              | 1+0                | 0                  | -                    | -                    | -                    | -             | -             | -             | 9     | 1     |
| Разом за кар'єру             | Разом за кар'єру             | Разом за кар'єру             | 362       | 163       |                    | 52                 | 31                 |                      | 63                   | 26                   |               | 5             | 2             | 482   | 222   |

### Статистика виступів за збірну
| Дата       | Місто              | Господарі          | Результат             | Гості                | Турнір                | Голи | Примітки |
| ---------- | ------------------ | ------------------ | --------------------- | -------------------- | --------------------- | ---- | -------- |
| 11-2-1998  | Лондон             | Англія             | 0 – 2                 | Чилі                 | товариський матч      | -    |          |
| 25-3-1998  | Берн               | Швейцарія          | 1 – 1                 | Англія               | товариський матч      | -    |          |
| 22-4-1998  | Лондон             | Англія             | 3 – 0                 | Португалія           | товариський матч      | -    |          |
| 27-5-1998  | Касабланка         | Марокко            | 0 – 1                 | Англія               | товариський матч      | 1    |          |
| 29-5-1998  | Касабланка         | Бельгія            | 0 – 0                 | Англія               | товариський матч      | -    |          |
| 15-6-1998  | Тулуза             | Англія             | 2 – 0                 | Туніс                | ЧС 1998 - 1-й етап    | -    |          |
| 22-6-1998  | Тулуза             | Англія             | 1 – 2                 | Румунія              | ЧС 1998 - 1-й етап    | 1    |          |
| 26-6-1998  | Ланс               | Колумбія           | 0 – 2                 | Англія               | ЧС 1998 - 1-й етап    | -    |          |
| 30-6-1998  | Сент-Етьєн         | Англія             | 2 – 2                 | Аргентина            | ЧС 1998 - 1/8 фіналу  | 1    |          |
| 5-9-1998   | Стокгольм          | Швеція             | 2 – 1                 | Англія               | Відбір до ЧЄ 2000     | -    |          |
| 10-10-1998 | Лондон             | Англія             | 0 – 0                 | Болгарія             | Відбір до ЧЄ 2000     | -    |          |
| 14-10-1998 | Люксембург         | Люксембург         | 0 – 3                 | Англія               | Відбір до ЧЄ 2000     | 1    |          |
| 10-2-1999  | Лондон             | Англія             | 0 – 2                 | Франція              | товариський матч      | -    |          |
| 4-9-1999   | Лондон             | Англія             | 6 – 0                 | Люксембург           | Відбір до ЧЄ 2000     | 1    |          |
| 8-9-1999   | Варшава            | Польща             | 0 – 0                 | Англія               | Відбір до ЧЄ 2000     | -    |          |
| 10-10-1999 | Сандерленд         | Англія             | 2 – 1                 | Бельгія              | товариський матч      | -    |          |
| 13-11-1999 | Глазго             | Шотландія          | 0 – 2                 | Англія               | Відбір до ЧЄ 2000     | -    |          |
| 17-11-1999 | Лондон             | Англія             | 0 – 1                 | Шотландія            | Відбір до ЧЄ 2000     | -    |          |
| 27-5-2000  | Лондон             | Англія             | 1 – 1                 | Бразилія             | товариський матч      | 1    |          |
| 12-6-2000  | Ейндговен          | Португалія         | 3 – 2                 | Англія               | ЧЄ 2000 - 1-й етап    | -    |          |
| 17-6-2000  | Шарлеруа           | Німеччина          | 0 – 1                 | Англія               | ЧЄ 2000 - 1-й етап    | -    |          |
| 20-6-2000  | Шарлеруа           | Англія             | 2 – 3                 | Румунія              | ЧЄ 2000 - 1-й етап    | 1    |          |
| 2-9-2000   | Париж              | Франція            | 1 – 1                 | Англія               | товариський матч      | 1    |          |
| 7-10-2000  | Лондон             | Англія             | 0 – 1                 | Німеччина            | Відбір до ЧС 2002     | -    |          |
| 28-2-2001  | Бірмінгем          | Англія             | 3 – 0                 | Іспанія              | товариський матч      | -    |          |
| 24-3-2001  | Ліверпуль          | Англія             | 2 – 1                 | Фінляндія            | Відбір до ЧС 2002     | 1    |          |
| 28-3-2001  | Тирана             | Англія             | 3 – 1                 | Албанія              | Відбір до ЧС 2002     | 1    |          |
| 25-5-2001  | Дербі              | Англія             | 4 – 0                 | Мексика              | товариський матч      | -    |          |
| 6-6-2001   | Афіни              | Греція             | 0 – 2                 | Англія               | Відбір до ЧС 2002     | -    |          |
| 15-8-2001  | Лондон             | Англія             | 0 – 2                 | Нідерланди           | товариський матч      | -    |          |
| 1-9-2001   | Мюнхен             | Німеччина          | 1 – 5                 | Англія               | Відбір до ЧС 2002     | 3    |          |
| 5-9-2001   | Ньюкасл-апон-Тайн  | Англія             | 2 – 0                 | Албанія              | Відбір до ЧС 2002     | 1    |          |
| 27-3-2002  | Лідс               | Англія             | 1 – 2                 | Італія               | товариський матч      | -    |          |
| 17-4-2002  | Ліверпуль          | Англія             | 4 – 0                 | Парагвай             | товариський матч      | 1    | кап.     |
| 21-5-2002  | Согвіпхо           | Англія             | 1 – 1                 | Південна Корея       | товариський матч      | 1    | кап.     |
| 26-5-2002  | Кобе               | Англія             | 2 – 2                 | Камерун              | товариський матч      | -    | кап.     |
| 2-6-2002   | Сайтама            | Англія             | 1 – 1                 | Швеція               | ЧС 2002 - 1-й етап    | -    |          |
| 7-6-2002   | Саппоро            | Аргентина          | 0 – 1                 | Англія               | ЧС 2002 - 1-й етап    | -    |          |
| 12-6-2002  | Осака              | Нігерія            | 0 – 0                 | Англія               | ЧС 2002 - 1-й етап    | -    |          |
| 15-6-2002  | Ніїґата            | Англія             | 3 – 0                 | Данія                | ЧС 2002 - 1/8 фіналу  | 1    |          |
| 21-6-2002  | Сідзуока           | Англія             | 1 – 2                 | Бразилія             | ЧС 2002 - чвертьфінал | 1    |          |
| 7-9-2002   | Бірмінгем          | Англія             | 1 – 1                 | Португалія           | товариський матч      | -    | кап.     |
| 12-10-2002 | Братислава         | Словаччина         | 1 – 2                 | Англія               | Відбір до ЧЄ 2004     | 1    |          |
| 16-10-2002 | Саутгемптон        | Англія             | 2 – 2                 | Північна Македонія   | Відбір до ЧЄ 2004     | -    |          |
| 12-2-2003  | Лондон             | Англія             | 1 – 3                 | Австралія            | товариський матч      | -    |          |
| 29-3-2003  | Вадуц              | Англія             | 2 – 0                 | Ліхтенштейн          | Відбір до ЧЄ 2004     | 1    |          |
| 2-4-2003   | Сандерленд         | Англія             | 2 – 0                 | Туреччина            | Відбір до ЧЄ 2004     | -    |          |
| 22-5-2003  | Дурбан             | ПАР                | 1 – 2                 | Англія               | товариський матч      | -    |          |
| 3-6-2003   | Лестер             | Англія             | 2 – 1                 | Сербія та Чорногорія | товариський матч      | -    | кап.     |
| 11-6-2003  | Мідлсбро           | Англія             | 2 – 1                 | Словаччина           | Відбір до ЧЄ 2004     | 2    | кап.     |
| 20-8-2003  | Іпсвіч (Англія)    | Англія             | 3 – 1                 | Хорватія             | товариський матч      | 1    |          |
| 6-9-2003   | Скоп'є             | Північна Македонія | 1 – 2                 | Англія               | Відбір до ЧЄ 2004     | -    |          |
| 10-9-2003  | Манчестер          | Англія             | 2 – 0                 | Ліхтенштейн          | Відбір до ЧЄ 2004     | 1    |          |
| 18-2-2004  | Фару               | Португалія         | 1 – 1                 | Англія               | товариський матч      | -    |          |
| 1-6-2004   | Манчестер          | Англія             | 1 – 1                 | Японія               | FA Summer Tournament  | 1    |          |
| 5-6-2004   | Манчестер          | Англія             | 6 – 1                 | Ісландія             | товариський матч      | -    |          |
| 13-6-2004  | Лісабон            | Франція            | 2 – 1                 | Англія               | ЧЄ 2004 - 1-й етап    | -    |          |
| 17-6-2004  | Коїмбра            | Англія             | 3 – 0                 | Швейцарія            | ЧЄ 2004 - 1-й етап    | -    |          |
| 21-6-2004  | Лісабон            | Хорватія           | 2 – 4                 | Англія               | ЧЄ 2004 - 1-й етап    | -    |          |
| 24-6-2004  | Лісабон            | Португалія         | 2 – 2 д.ч. (6–5 п.п.) | Англія               | ЧЄ 2004 - чвертьфінал | 1    |          |
| 18-8-2004  | Ньюкасл-апон-Тайн  | Англія             | 3 – 0                 | Україна              | товариський матч      | 1    |          |
| 4-9-2004   | Відень             | Австрія            | 2 – 2                 | Англія               | Відбір до ЧС 2006     | -    |          |
| 8-9-2004   | Хожув              | Польща             | 1 – 2                 | Англія               | Відбір до ЧС 2006     | -    |          |
| 9-10-2004  | Манчестер          | Англія             | 2 – 0                 | Уельс                | Відбір до ЧС 2006     | -    |          |
| 13-10-2004 | Баку               | Англія             | 1 – 0                 | Азербайджан          | Відбір до ЧС 2006     | 1    | кап.     |
| 17-11-2004 | Мадрид             | Іспанія            | 1 – 0                 | Англія               | товариський матч      | -    |          |
| 9-2-2005   | Бірмінгем          | Англія             | 0 – 0                 | Нідерланди           | товариський матч      | -    |          |
| 26-3-2005  | Манчестер          | Англія             | 4 – 0                 | Північна Ірландія    | Відбір до ЧС 2006     | 1    |          |
| 30-3-2005  | Ньюкасл-апон-Тайн  | Англія             | 2 – 0                 | Азербайджан          | Відбір до ЧС 2006     | -    |          |
| 31-5-2005  | Іст-Ратерфорд      | Англія             | 3 – 2                 | Колумбія             | товариський матч      | 3    |          |
| 17-8-2005  | Копенгаген         | Данія              | 4 – 1                 | Англія               | товариський матч      | -    |          |
| 7-9-2005   | Белфаст            | Північна Ірландія  | 1 – 0                 | Англія               | Відбір до ЧС 2006     | -    |          |
| 8-10-2005  | Манчестер          | Англія             | 1 – 0                 | Австрія              | Відбір до ЧС 2006     | -    |          |
| 12-10-2005 | Манчестер          | Англія             | 2 – 1                 | Польща               | Відбір до ЧС 2006     | 1    | кап.     |
| 12-11-2005 | Женева             | Англія             | 3 – 2                 | Аргентина            | товариський матч      | 2    |          |
| 30-5-2006  | Манчестер          | Англія             | 3 – 1                 | Угорщина             | товариський матч      | -    |          |
| 3-6-2006   | Манчестер          | Англія             | 6 – 0                 | Ямайка               | товариський матч      | 1    |          |
| 10-6-2006  | Франкфурт-на-Майні | Англія             | 1 – 0                 | Парагвай             | ЧС 2006 - 1-й етап    | -    |          |
| 15-6-2006  | Нюрнберг           | Англія             | 2 – 0                 | Тринідад і Тобаго    | ЧС 2006 - 1-й етап    | -    |          |
| 20-6-2006  | Кельн              | Англія             | 2 – 2                 | Швеція               | ЧС 2006 - 1-й етап    | -    |          |
| 1-6-2007   | Лондон             | Англія             | 1 – 1                 | Бразилія             | товариський матч      | -    |          |
| 6-6-2007   | Таллінн            | Англія             | 3 – 0                 | Естонія              | Відбір до ЧЄ 2008     | 1    |          |
| 22-8-2007  | Лондон             | Англія             | 1 – 2                 | Німеччина            | товариський матч      | -    |          |
| 8-9-2007   | Лондон             | Англія             | 3 – 0                 | Ізраїль              | Відбір до ЧЄ 2008     | 1    |          |
| 12-9-2007  | Лондон             | Англія             | 3 – 0                 | Росія                | Відбір до ЧЄ 2008     | 2    |          |
| 13-10-2007 | Лондон             | Англія             | 3 – 0                 | Естонія              | Відбір до ЧЄ 2008     | -    |          |
| 17-10-2007 | Москва             | Росія              | 2 – 1                 | Англія               | Відбір до ЧЄ 2008     | -    |          |
| 16-11-2007 | Відень             | Австрія            | 0 – 1                 | Англія               | товариський матч      | -    |          |
| 26-3-2008  | Сен-Дені           | Франція            | 1 – 0                 | Англія               | товариський матч      | -    |          |
| Усього     |                    | Матчів (11 місце)  | 89                    |                      | Голів (5 місце)       | 40   |          |